# 上戸村 (石川県)

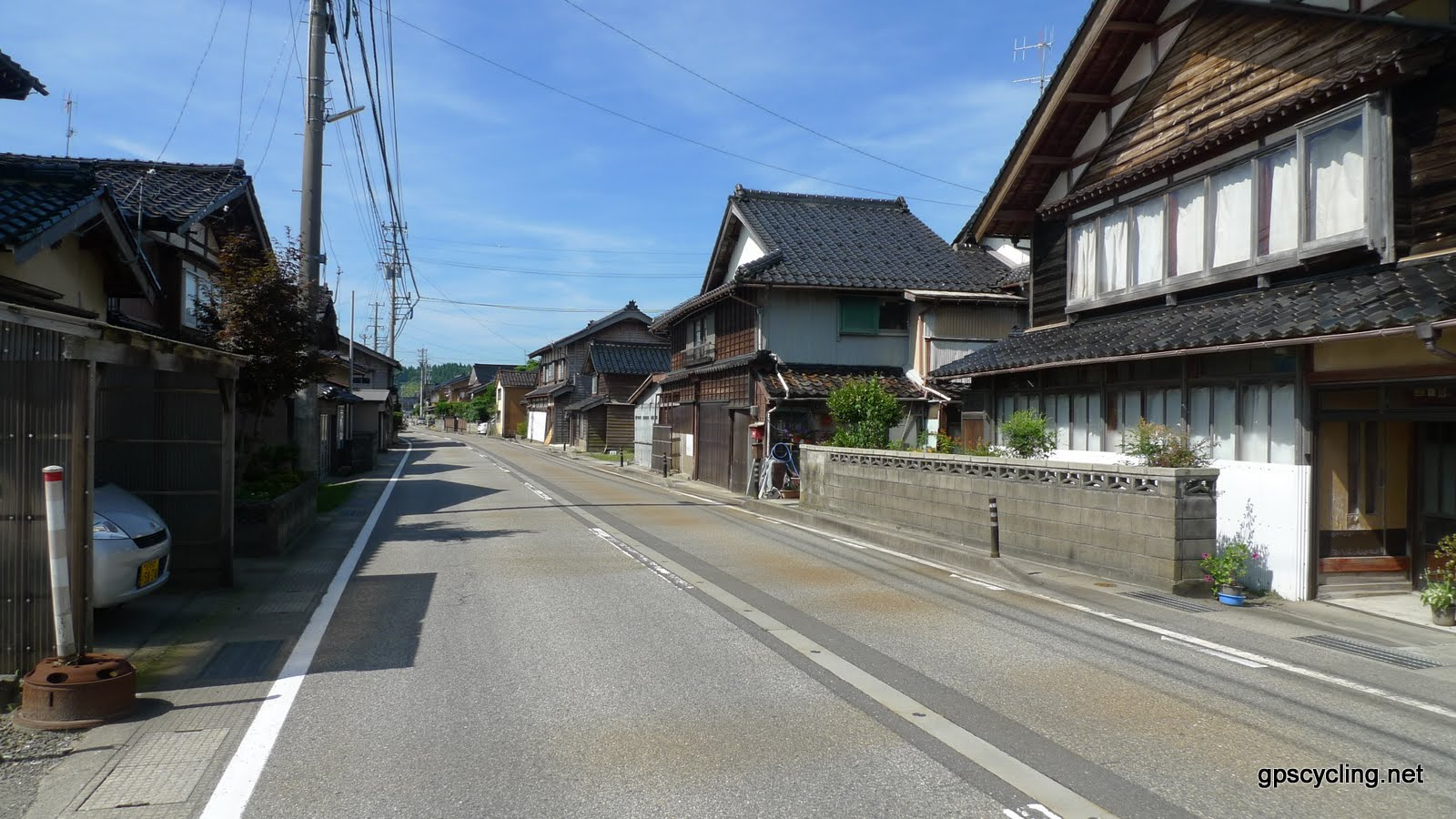
国道249号沿いの上戸の街並み（2010年）

上戸村（うえどむら）は、石川県珠洲郡にあった村。現在の珠洲市上戸町各町にあたる。

## 地理
- 海洋 ： 飯田湾

## 歴史
- 1889年（明治22年）4月1日 - 町村制の施行により、珠洲郡北方村、南方村及び寺社村を廃し、その区域をもって珠洲郡上戸村を設置する。
- 1954年（昭和29年）7月15日 - 珠洲郡飯田町、宝立町、正院町、上戸村、若山村、直村、三崎村、西海村及び蛸島村を廃し、その区域をもって珠洲市を設置する。

## 交通

### 鉄道路線
- 日本国有鉄道
  - 能登線（後ののと鉄道能登線）
    - 上戸駅 - 珠洲飯田駅（後の飯田駅）

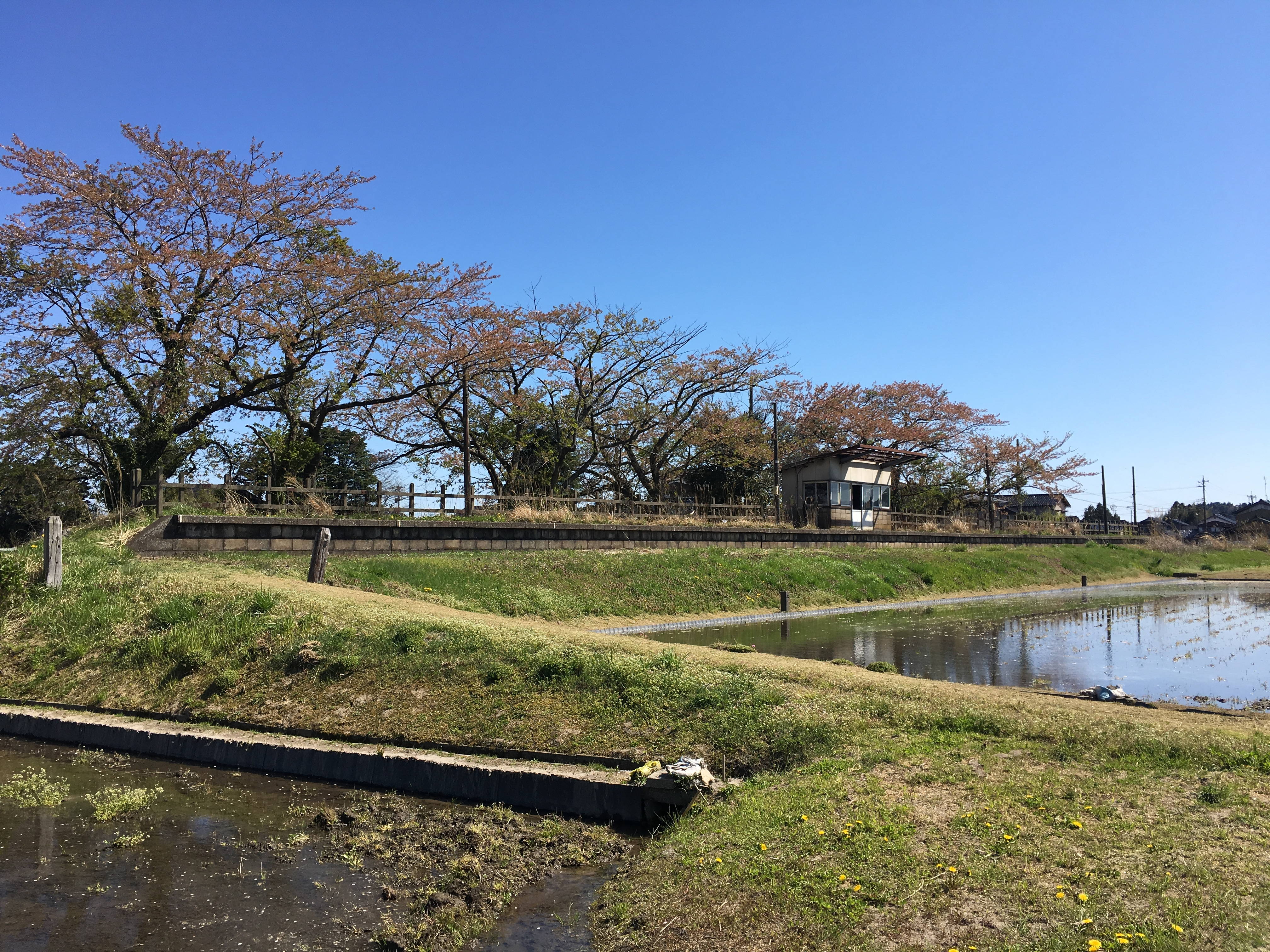
上戸駅跡（2018年）
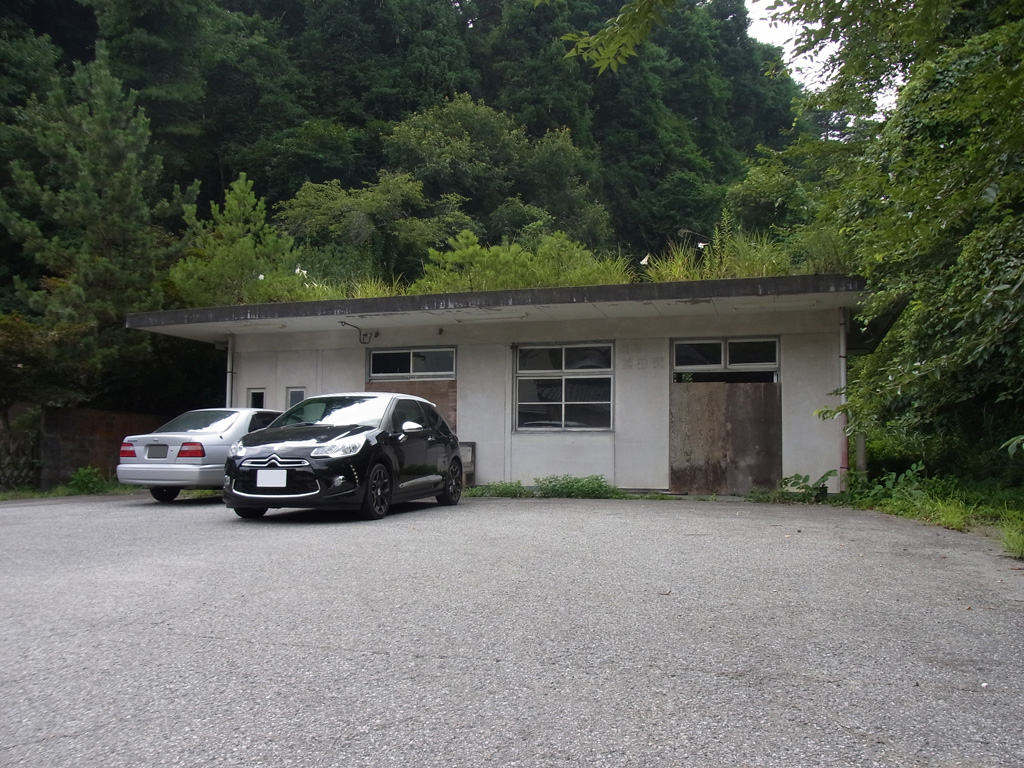
珠洲飯田駅跡（2013年）